# Dirk Bogarde
Dirk Bogarde, właśc. Derek Jules Gaspard Ulric Niven van den Bogaerde (ur. 28 marca 1921 w Londynie, zm. 8 maja 1999 tamże) – brytyjski aktor, pisarz i scenarzysta.
Początkowo był idolem poranka w filmach dla organizacji Rank, później występował w filmach artystycznych. Napisał siedem najlepiej sprzedających się tomów wspomnień, sześć powieści i artykułów w „The Daily Telegraph”.

## Życiorys
Był najstarszym z trójki dzieci Margaret Niven (1898–1980) i Ulrica van den Bogaerde (1892–1972). Jego ojciec urodził się w Perry Barr w Birmingham, był pochodzenia flamandzkiego i pełnił funkcję dyrektora artystycznego tygodnika „The Times”. Jego matka pochodziła z Glasgow w Szkocji i była aktorką. Bogarde spędził większość dzieciństwa w Sussex, wychowywany przez starszą siostrę Elizabeth i ukochaną nianię Lally. Uczęszczał do Allen Glen’s School w Glasgow, zanim ukończył University College School w Londynie i Allan Glens College w Glasgow. Uczęszczał także do Chelsea School of Art. 
Zaczynał w teatrze od drobnych prac pomocniczych; był gońcem, rekwizytorem i dekoratorem. W 1937 rozpoczął studia w Royal College of Art. W 1939 w wieku 19 lat zadebiutował na scenie z Amersham Repertory Company i na ekranie w niewielkiej roli w komedii Chodź, George! u boku George’a Formby’ego. W 1941 wstąpił do wojska. Brał udział w walkach na Pacyfiku, walczył na frontach Europy i Azji, pełniąc też służbę komentatora radia BBC na Jawie.
Po zakończeniu II wojny światowej wrócił do aktorstwa. Sukcesem scenicznym był występ w sztuce Johna Boyntona Priestleya Kiedy się pobierzemy. W 1950 podpisał kontrakt z wytwórnią Arthura Ranka. Wystąpił w szeregu popularnych filmów i zyskał status gwiazdy filmowej, jednak pod względem artystycznym najlepszym okresem w jego karierze były lata 60. i początek następnej dekady.
W dramacie Ofiara (1961) wystąpił jako szanowany prawnik szantażowany z powodu swej homoseksualnej orientacji. Współpracował z Josephem Loseyem, amerykańskim reżyserem realizującym swe filmy w Anglii – zagrał w dramatach psychologicznych Służący (1963) i Wypadek (1967). Najwybitniejsze kreacje stworzył w dziełach Luchino Viscontiego – Zmierzchu bogów (1969) i Śmierci w Wenecji (1971). Inne znaczące pozycje filmowe, w których wystąpił to Darling (1965), Żyd Jakow (1968), Nocny portier (1974) i O jeden most za daleko (1977).
Przewodniczył jury konkursu głównego na 37. MFF w Cannes (1984).
Bogarde był także utalentowanym pisarzem, autorem wspomnień i powieści. W 1992 królowa Elżbieta II nadała mu tytuł szlachecki (za osiągnięcia aktorskie).

## Życie prywatne
Był homoseksualistą. W latach 1938–1988 był partnerem aktora Anthony’ego Forwooda.

### Śmierć
Bogarde zmarł 8 maja 1999 w Londynie na atak serca w wieku 78 lat. Prochy artysty zostały rozsypane przy jego byłej posiadłości „Le Haut Clermont” w Grasse w południowej Francji.

## Filmografia
- 1978: Desperacja (Despair) jako Hermann Hermann
- 1977: Opatrzność (Providence) jako Claude Langham
- 1977: O jeden most za daleko (A Bridge Too Far) jako generał broni Frederick „Boy” Browning
- 1975: Spirala śmierci (Permission to Kill) jako Alan Curtis
- 1974: Nocny portier (Il Portiere di notte) jako Maximilian Theo Aldorfer
- 1973: Wąż (Le Serpent) jako Philip Boyle
- 1971: Śmierć w Wenecji (Morte a Venezia) jako Gustav von Aschenbach
- 1969: Och, co za urocza wojenka (Oh! What a Lovely War) jako Stephen
- 1969: Zmierzch bogów (La caduta degli dei) jako Friedrich Bruckmann
- 1968: Żyd Jakow (The Fixer) jako Bibikow
- 1968: Sebastian jako Sebastian
- 1967: Dom matki (Our Mother’s House) jako Charlie Hook
- 1967: Wypadek (Accident) jako Stephen
- 1965: Darling jako Robert Gold
- 1964: Za króla i ojczyznę (King and Country) jako kapitan Hargreaves
- 1963: I dalej będę śpiewać (I Could Go on Singing) jako David Donne
- 1963: Służący (The Servant) jako kamerdyner Barret
- 1963: Wyjątkowo upalny czerwiec (Hot Enough for June) jako Nicholas Whistler
- 1962: Hasło „Odwaga” (The Password Is Courage) jako sierżant major Charles Coward
- 1962: Nawiedzony okręt (H.M.S. Defiant) jako porucznik Scott-Padget
- 1961: Ofiara (Victim) jako Melville Farr
- 1960: Pieśń bez końca (Song Without End) jako Franciszek Liszt
- 1960: Anioł w czerwonej sukni (The Angel Wore Red) jako Arturo Carre
- 1958: Lekarz na rozdrożu (The Doctor’s Dilemma) jako Louis Dubedat
- 1958: Opowieść o dwóch miastach (A Tale of Two Cities) jako Sydney Carton
- 1957: Królestwo Campbella (Campbell’s Kingdom) jako Bruce Campbell
- 1954: Lekarz domowy (Doctor in the House) jako dr Simon Sparrow
- 1954: Śpiący tygrys (The Sleeping Tiger) jako Frank Clemmons
- 1948: Kwartet (Quartet) jako George Bland

## Nagrody
| Rok  | Nagroda                                      | Kategoria                 | Film                   |
| ---- | -------------------------------------------- | ------------------------- | ---------------------- |
| 1964 | Nagroda BAFTA                                | Najlepszy aktor brytyjski | Służący (1963)         |
| 1966 | Nagroda BAFTA                                | Najlepszy aktor brytyjski | Darling (1965)         |
| 1987 | Nagroda Brytyjskiej Akademii Filmowej        | –                         | –                      |
| 1990 | Międzynarodowy Festiwal Filmowy w Valladolid | Najlepszy aktor           | Daddy Nostalgie (1990) |